# Concerto per organo, orchestra e timpani
Il Concerto per organo, orchestra d'archi e timpani FP93 è una composizione dell'autore francese Francis Poulenc, scritta fra il 1934 e il 1938.

## Storia
Questo concerto deriva da una commissione della principessa de Polignac al giovane compositore Jean Françaix: la nobildonna era intenzionata a ricevere da uno dei suoi protetti un semplice concerto per organo e piccola orchestra che anche lei riuscisse a suonare. Françaix non accettò la commissione per motivi personali e la scrittura del brano venne affidata a Poulenc. Ben presto l'idea di un pezzo semplice per organo venne abbandonata in favore di una partitura maestosa e ben complessa. Poulenc infatti impiegò 4 anni per portarlo a termine, e pur fra altre composizioni, si impegnò fino in fondo per scrivere qualcosa di non scontato. Nella primavera del 1936 scriveva così a Nadia Boulanger: 
 E a Igor Markevitch, scusandosi per non essere stato presente ad un suo concerto: 
I due anni intercorsi fra queste due lettere e la prima esecuzione del concerto furono occupati nella vita di Poulenc da una profonda riflessione sulla vita e sulla morte, causate dall'incidente letale occorso al suo caro amico Pierre-Octave Ferroud in un incidente stradale. In quel periodo Poulenc cadde in una profonda depressione, rifugiandosi nella religiosità riscoperta dopo un pellegrinaggio presso il Santuario della Vergine Nera di Rocamadour.
Per scrivere questo concerto, l'autore francese studiò attentamente, su consiglio di Maurice Duruflé, i capolavori per organo di Johann Sebastian Bach.

## Movimenti
Il concerto è in un unico movimento senza soluzione di continuità ma con 7 indicazioni di tempo:
1. Andante
2. Allegro giocoso
3. Subito andante moderato
4. Tempo allegro molto agitato
5. Trés calme, Lent
6. Tempo de l'allegro initial
7. tempo introduction. Largo

## Prima esecuzione
La prima esecuzione in assoluto avvenne presso il salone privato della principessa de Polignac il 16 dicembre 1938: il solista fu Maurice Duruflé mentre l'orchestra era diretta da Nadia Boulanger. La prima esecuzione pubblica avvenne invece nel giugno 1939 presso la Salle Gaveau di Parigi, sempre con Duruflé come solista e con Roger Désormière alla guida della Orchestra sinfonica di Parigi.